# Wannihorn
Wannihorn är en bergstopp i Schweiz.   Den ligger i distriktet Raron och kantonen Valais, i den södra delen av landet, 70 km söder om huvudstaden Bern. Toppen på Wannihorn är 3 115 meter över havet.
Terrängen runt Wannihorn är huvudsakligen mycket bergig. Närmaste större samhälle är Visp, 10,3 km sydost om Wannihorn. 
Trakten runt Wannihorn består i huvudsak av gräsmarker. Runt Wannihorn är det ganska tätbefolkat, med 56 invånare per kvadratkilometer.